# ハーモニーベイの夜明け
『ハーモニーベイの夜明け』（原題: Instinct ）は、1999年公開のアメリカ映画。

## ストーリー
ルワンダの密林で2年間失踪していた人類学者のイーサン・パウエルが、殺人犯としてハーモニーベイ刑務所に収容された。
若い精神鑑定人テオは、何も語ろうとしない犯人と交流を深め、真相を追及していく。

## キャスト
| 役名               | 俳優                      | 日本語吹替 |
| ------------------ | ------------------------- | ---------- |
| イーサン・パウエル | アンソニー・ホプキンス    | 青野武     |
| テオ               | キューバ・グッディングJr. | 小山力也   |
| ベン・ヒラード     | ドナルド・サザーランド    | 益富信孝   |
| リン・パウエル     | モーラ・ティアニー        | 日野由利加 |
| ジョン・マーレイ   | ジョージ・ズンザ          | 後藤哲夫   |
| 看守ダックス       | ジョン・アシュトン        | 廣田行生   |
| キーファー署長     | ジョン・アイルワード      | 佐々木梅治 |
| ピーター           | トーマス・Q・モリス       | 小池浩司   |
| ニッコ             | ダグ・スピノーザ          | 伊藤昌一   |
| ブルート           | ポール・ベイツ            | 天田益男   |

- その他の声の吹き替え：田中正彦／大黒和広／八十川真由野／名越志保／柳沢栄治／水野光太／峯香織